# سونغ كيونغ-مو
سونغ كيونغ-مو (هانغل: 성경모) هو لاعب كرة قدم كوري جنوبي في مركز حراسة المرمى، ولد في 26 يونيو 1980 في كوريا الجنوبية. لعب مع إنتشون يونايتد وجونبك هيونداي موتورز ونادي غوانغجو.

## وصلات خارجية
- سونغ كيونغ-مو على موقع دوري كوريا الجنوبية (الإنجليزية)
- سونغ كيونغ-مو على موقع قاعدة بيانات كرة القدم.إي يو (الإنجليزية)